# Barleria gibsonii
Barleria gibsonii är en akantusväxtart som beskrevs av Dalz.. Barleria gibsonii ingår i släktet Barleria och familjen akantusväxter. Inga underarter finns listade i Catalogue of Life.